# Alex Gopher
Alex Gopher, mit bürgerlichem Namen Alexis Latrobe, ist ein französischer DJ und Produzent für elektronische Musik.
Sein Debüt hatte er mit der Band Orange, deren weitere Mitglieder später als Air bekannt wurden, und hatte intensiven Kontakt mit Étienne de Crécy. Nach der Auflösung der Gruppe nahm Gopher eine Stelle als Toningenieur im Studio Translab an. In der weiteren Folge arbeitet er weiter mit Etienne de Crécy und Air zusammen, veröffentlichte 1999 aber auch sein erstes eigenes Album You, My Baby and I.
2001 bat Yves Saint Laurent ihn, drei Titel für seine Yves' catwalk show zu komponieren. Hieraus entstanden schließlich zehn Stücke, von denen der Künstler Demon „clubtaugliche“ Remixe erstellte und mit ihm auf dem Album Wuz veröffentlichte.
Im selbstbetitelten Album Alex Gopher erfolgte 2006 eine Rückbesinnung auf die Zeit der Band Orange. Der Stil der Musik ist stärker von Rock-Pop geprägt und orientiert sich an New Order und The Cure.
Daneben produzierte Alex Gopher über die Jahre noch zahlreiche Remixe und EPs aus den Genres Funk, House und Electro.
Sein Song „Brain Leech (Bugged Mind Remix)“ wird im 2008 veröffentlichten Videospiel Grand Theft Auto IV auf der Radiostation „Electro Choc“ gespielt.

## Diskografie

### Singles
- 1994: Gopher EP (Solid)
- 1996: Est-ce Une Gopher Party Baby ? (Solid)
- 1997: Gordini Mix (Solid)
- 1998: You, My Baby and I (Solid)
- 1999: Party People (Solid)
- 1999: The Child (Solid)
- 1999: Time (Solid)
- 2005: I Need Change/Dust (BTK)
- 2006: Spam (PIAS)
- 2006: Motorcycle (Kitsuné)
- 2006: Brain Leech (Go 4 Music)
- 2008: Aurora EP (Go 4 Music)
- 2008: Belmondo EP (Go 4 Music)
- 2016: Back To Basics EP (Go 4 Music)

Gastbeiträge
- 2015: Smile / Étienne de Crécy with Alex Gopher

### Alben
- 1999: You, My Baby and I (Solid)
- 2007: Alex Gopher (Go 4 Music)
- 2009: My New Remixes (Compilation) (Go 4 Music)

### Remixe
- 1996: Teri Moïse – Les Poèmes De Michelle (Big Mix by Alex Gopher) (Source/Virgin Records)
- 1997: Jean-Louis Aubert – Océan (Alex Gopher remix) (Virgin Records)
- 1998: Bang-Bang – Hi Love (Alex Gopher Higher Love Dub Mix) (Naive)
- 1998: Bob Sinclar – Ultimate Funk (Alex Gopher Remix) (Yellow/Mercury Records)
- 1998: Zazie – Tout Le Monde (Alex Gopher mix) (Mercury Records/Universal)
- 1998: Étienne de Crécy – Prix Choc (Alex Gopher Free Tax Mix) (Solid/PIAS/V2 Music)
- 1998: Soniq – Minkey Part.1 (Alex Gopher Remix) (Scenario Rock)
- 1998: Sander Kleinenberg – For Your Love (Alexs Gopher's For Your Daddy Mix) (Barclay Records)
- 1999: Grand Turism – Into The Music (Alex Gopher Mix) (Atmosphériques)
- 1999: Mozesli – Love & Slackness (Alex Gopher Remix) (Source/Virgin Records)
- 1999: Sly & Robbie – Superthruster (Alex Gopher remix) (Palm Pictures)
- 1999: Nightmares on Wax – Finer (Alex Gopher Edit) (Warp Records)
- 1999: The Dysfunctional Psychedelic Waltons – All Over My Face (Alex Gopher Steel Mix) (Virgin Records)
- 2000: Mr Oizo – Last Night A Dj Killed My Dog (Chien De Fusil Mix By Alex Gopher) (F Communications)
- 2000: Roy Davis Jr. – Join His Kingdom (Alex Gopher Remix) (20000ST)
- 2000: Vanessa Paradis – Commando (Nighttime Mix by Alex Gopher) (Barclay Records)
- 2000: Vanessa Paradis – Commando (Daytime Mix by Alex Gopher) (Barclay Records)
- 2001: Mr Learn – Off Part.2 (Alex Gopher Remix) (Solid)
- 2001: Joe Zas – Jojoba (Wuz remix by Alex Gopher) (Le Pamplemousse Records)
- 2001: Jamiroquai – Black Capricorn Day (Alex Gopher White Nights Remix) (Sony Music)
- 2001: Les Négresses Vertes – Spank (Alex Gopher Remix) (Virgin Records)
- 2001: Étienne de Crécy – No Name (Wuz Remix By Alex Gopher) (Solid/V2 Music/XL)
- 2001: Erik Truffaz – Bending New Corners (Alex Gopher Remix) (Blue Note Records)
- 2001: Modjo – No More Tears (Wuz Mix By Alex Gopher) (Barclay Records)
- 2002: Alex Gopher & Demon – Use Me (Wuz Remix By Alex Gopher) (Solid/V2 Music)
- 2002: Bootsy Collins – Play With Boosty (Alex Gopher Remix) (East West Records)
- 2004: Kraftwerk – Aerodynamik (Alex Gopher & Etienne De Crecy Dynamik Mix) (Astralwerks)
- 2005: Benassi Bros. – Make Me Feel (Superdiscount Remix) (Submental Records)
- 2005: Axelle Red – J’ai Fait Un Rêve (The Alf & Alex Gopher Mix) (EMI)
- 2006: WhoMadeWho – Out The Door (Superdiscount remix) (Gomma)
- 2007: Tocadisco – Better Begin (Alex Gopher remix) (Superstar Records)
- 2007: The Freelance Hellraiser – We Don’t Belong (Alex Gopher remix) (RCA Records)
- 2007: Fischerspooner – The Best Revenge (Alex Gopher Retaliation remix) (Kitsuné)
- 2008: Dada Life – Your Favourite Flu (Alex Gopher Remix) (U-Boot)
- 2008: Ladyhawke – Paris Is Burning (Alex Gopher Remix) (Modular Recordings)
- 2008: autoKratz – Stay The Same (Alex Gopher Remix) (Kitsuné)
- 2008: Sharam Jey & LouLou Players ft. Princess Superstar – Monday Morning (Alex Gopher Remix) (King Kong Records)
- 2009: Kid Sister – Get Fresh (Alex Gopher Remix)

### Kollaborationen

#### EP
- 1996: Super Discount – ¥ (Solid)
- 2001: Wuz – Wuz EP1 (Solid)
- 2001: Wuz – Wuz EP2 (Solid)
- 2001: Wuz – Wuz EP3 (Solid)
- 2017: Gopher & Devin – Jazz Rock (Go 4 Music)

#### Album
- 2002: Wuz – Alex Gopher with Demon presents Wuz (Solid)

#### Werke
- 1996: Super Disco und Destockage massif auf Étienne de Crécys Album Super Discount (Solid)
- 2004: Fast Track und Overnet auf Étienne de Crécys Album Super Discount 2 (Solid)